# Хлебаево (Ягановское сельское поселение)
Хлебаево — деревня в Череповецком районе Вологодской области.
Входит в состав Ягановского сельского поселения, с точки зрения административно-территориального деления — в Ягановский сельсовет.
Расстояние по автодороге до районного центра Череповца — 32 км, до центра муниципального образования Яганово — 2 км. Ближайшие населённые пункты — Назаровская, Яганово, Уварково.
По переписи 2002 года население — 2 человека.